# 金榜市社
金榜市社（越南语：／）是越南河南省下辖的一个市社。

## 地理
金榜市社北接河内市应和县；西接河内市美德县；西南接和平省乐水县；东南接府里市和青廉县；东接维先市社。

## 历史
2013年7月23日，金平社和青山社2社部分区域划归府里市管辖；金平社剩余区域划归桂市镇管辖，青山社剩余区域仍置为青山社。
2024年11月14日，越南国会常务委员会通过决议，自2025年1月1日起，金榜县改制为金榜市社，桂市镇改制为桂坊,巴稍市镇改制为巴稍坊，象岭社改制为象岭坊，诗山社改制为诗山坊，同化社改制为同化坊，玉山社改制为玉山坊，代刚社改制为代刚坊，黎湖社改制为黎湖坊，新山社改制为新山坊，日新社和日就社合并为新就坊。

## 行政区划
金榜市社下辖10坊7社，市社人民委员会位于桂坊。
- 巴稍坊（Phường Ba Sao）
- 代刚坊（Phường Đại Cương）
- 同化坊（Phường Đồng Hóa）
- 黎湖坊（Phường Lê Hồ）
- 玉山坊（Phường Ngọc Sơn）
- 桂坊（Phường Quế）
- 新山坊（Phường Tân Sơn）
- 新就坊（Phường Tân Tựu）
- 诗山坊（Phường Thi Sơn）
- 象岭坊（Phường Tượng Lĩnh）
- 黄西社（Xã Hoàng Tây）
- 可封社（Xã Khả Phong）
- 连山社（Xã Liên Sơn）
- 阮尉社（Xã Nguyễn Úy）
- 青山社（Xã Thanh Sơn）
- 瑞雷社（Xã Thụy Lôi）
- 文舍社（Xã Văn Xá）